# 郑燮墓
郑燮墓，位于江苏省泰州市兴化市大垛镇，是中华人民共和国江苏省文物保护单位之一。
1995年4月19日，被公布为江苏省文物保护单位，是清朝画家郑燮（郑板桥）的墓葬。